# 利普斯科姆 (德克薩斯州)
利普斯科姆（英語：Lipscomb）是一個位於美國德克薩斯州利普斯科姆縣的城市。根據2010年美國人口普查，該地共人口44人，而該地的面積約為13.20平方千米。同時該地也是利普斯科姆縣的縣治。

## 地理
利普斯科姆的座標為36°13′56″N 100°16′19″W / 36.23222°N 100.27194°W，而該地的平均海拔高度為729米（即2392英尺）。